# Oliarus similis
Oliarus similis är en insektsart som beskrevs av Giffard 1925. Oliarus similis ingår i släktet Oliarus och familjen kilstritar.

## Underarter
Arten delas in i följande underarter:
- O. s. lanaiana
- O. s. mauiana
- O. s. molokaiana